# Радлє-об-Драві (община)
Община Радлє-об-Драві (словен. Občina Radlje ob Dravi) — одна з общин в північній Словенії. Адміністративним центром є місто Радлє-об-Драві.

## Населення
У 2010 році в общині проживало 6250 осіб, 3125 чоловіків і 3125 жінок. Чисельність економічно активного населення (за місцем проживання), 2246 осіб. Середня щомісячна чиста заробітна плата одного працівника (EUR), 814,47 (в середньому по Словенії 966.62). Приблизно кожен другий житель у громаді має автомобіль (48 автомобілів на 100 жителів). Середній вік жителів склав 41,4 роки (в середньому по Словенії 41.6).